# Yoon Dong-Sik
Yoon Dong-Sik (en coreano: 윤동식; Seúl, 24 de agosto de 1972) es un deportista surcoreano que compitió en judo.
Ganó una medalla en el Campeonato Mundial de Judo de 2001, y tres medallas en el Campeonato Asiático de Judo entre los años 1993 y 2000. En los Juegos Asiáticos de 1994 consiguió una medalla de oro.

## Palmarés internacional
| Campeonato Mundial  | Campeonato Mundial | Campeonato Mundial | Campeonato Mundial |
| Año                 | Lugar              | Medalla            | Categoría          |
| ------------------- | ------------------ | ------------------ | ------------------ |
| 2001                | Múnich (Alemania)  | Medalla de bronce  | –90 kg             |
| Juegos Asiáticos    |                    |                    |                    |
| Año                 | Lugar              | Medalla            | Categoría          |
| 1994                | Hiroshima (Japón)  | Medalla de oro     | –78 kg             |
| Campeonato Asiático |                    |                    |                    |
| Año                 | Lugar              | Medalla            | Categoría          |
| 1993                | Macao (Portugal)   | Medalla de bronce  | –78 kg             |
| 1997                | Manila (Filipinas) | Medalla de oro     | –78 kg             |
| 2000                | Osaka (Japón)      | Medalla de oro     | –90 kg             |